# Intryga naprędce
Intryga naprędce czyli nie ma złego bez dobrego. Komedia w jednym akcie wierszem – jednoaktowa komedia Aleksandra Fredry z 1815.
Pierwsza znana sztuka Aleksandra Fredry Intryga naprędce powstała w 1815. Prapremierę miała we Lwowie 10 marca 1817, aczkolwiek odbyło się tylko jedno jej przestawienie. Prawdopodobnie z powodu przemilczenia przez krytykę Fredro wycofał sztukę do poprawienia. W XX w. sztuka miała przynajmniej pięć inscenizacji, w tym dwukrotnie w Teatrze Polskiego Radia: w 1978 (reż. Wojciech Maciejewski) i w 2000 (reż. Andrzej Łapicki)
W późniejszym czasie Fredro przerobił i rozbudował Intrygę naprędce, nadając nowej sztuce tytuł Nowy Don Kiszot. Autor nie planował umieszczenia pierwotnej wersji w wydaniu zbiorowym swoich dzieł, które przygotowywał pod koniec życia, prawdopodobnie nie uznając jej za dzieło dojrzałe..
Rękopis sztuki został odnaleziony w 1916 przez Henryka Cepnika we lwowskiej Bibliotece Teatralnej. Cepnik opublikował sztukę najpierw w 1916 we lwowskiej „Gazecie Porannej” (nr 2710–23), a następnie osobno pt. Nieznana komedia Al. Fredry „Intryga na prędce” (Kraków, 1917, nakładem Akademii Umiejętności). Na rękopisie, będącym egzemplarzem teatralnym, widnieje data 1 kwietnia 1815, która jest prawdopodobnie datą przepisania. Na ostatniej stronie znajduje się adnotacja cenzury lwowskiej dopuszczającej sztukę do grania.